# Nela Riehl
Nela Riehl (Amburgo, 11 settembre 1985) è una politica tedesca, europarlamentare per Volt Europa dal 2024.

## Biografia
Figlia di padre ghanese e madre tedesca, Riehl è nata nel quartiere amburghese di Barmbek ed è cresciuta con un fratello minore nel quartiere Eidelstedt della stessa città. Ha completato i suoi studi di germanistica e scienze sociali presso l'Università di Amburgo nel 2011 e dal 2013 lavora come docente presso istituti scolastici di Amburgo, in cui insegna tedesco e politica.

Nel febbraio 2023 ha aderito alla campagna di Volt Europa in vista delle elezioni del Parlamento europeo del 2024, e nel mese successivo è stata nominata dai membri del partito come una tra i migliori quattro candidati, insieme a Damian Boeselager, Kai Tegethoff e Rebekka Müller. In virtù di ciò, è stata presentata come capolista da Volt Europa alle elezioni europee del 2024 in Germania, dove è stata l’unica candidata nera del paese. Nel periodo precedente alle elezioni, Riehl è stata inserita in EU Future 100, una selezione di 100 candidati, provenienti da 10 pae i diversi, con ridotta esposizione mediatica ma portatori di idee innovative e una forte visione di un futuro europeista, equo e sostenibile.
Alle elezioni del Parlamento europeo del 9 giugno 2024 il suo partito ha ottenuto il 2,6% dei voti a livello nazionale, ottenendo tre seggi, tra cui uno per Riehl. Ad Amburgo, città natale di Riehl, Volt ha raccolto il 6% dei voti.

## Posizioni politiche

### Giustizia sociale
Riehl chiede giustizia sociale e sostiene una politica estera femminista. Uno dei suoi obiettivi è ottenere che tutte le persone in Europa abbiano gli stessi diritti e le stesse opportunità. In particolare, sostiene il rispetto e la rigorosa applicazione dei diritti umani in Europa. Cita la giudice americana Ruth Bader Ginsburg come proprio modello principale. È particolarmente impegnata a favore dei diritti delle donne e contro la violenza contro le donne in tutto il mondo. Ha firmato una petizione al ministro della giustizia tedesco Marco Buschmann e ha scritto su Instagram: “Perché i diritti delle donne sono diritti umani e i diritti umani non sono negoziabili! Il diritto a determinare il proprio corpo deve includere un “sì significa sì”! Le donne devono essere sicure che lo stupro sarà perseguito in tutta l’UE se non vi è sesso consensuale”. In questo contesto, insieme a Rebekka Müller, è stata la frontwoman della campagna "Sì significa sì!" per una legge europea che affronti lo stupro come in Svezia.

### Migrazione e razzismo
Le esperienze personali legate alle proprie origini e al colore della propria pelle l'hanno portata a prendere una forte posizione contro il razzismo. Soprattutto in ambito scolastico, mostra ripetutamente ai bambini con un background migratorio che in Germania tutti possono ottenere il lavoro dei propri sogni, indipendentemente dalla propria origine. Riehl sostiene un trattamento più umano dei rifugiati e la depenalizzazione del salvataggio in mare alle frontiere esterne europee.

## Vita privata
Oltre al tedesco, Nela Riehl parla anche inglese e svedese. È sposata, madre di due figli e vive a Duvenstedt.